# Dragonwyck
 Dragonwyck és una pel·lícula estatunidenca de Joseph L. Mankiewicz, estrenada el 1946.

## Argument
Una família camperola rep un correu d'un cosí allunyat demanant la presència d'una de les seves filles per a una feina de senyora de companyia; aquesta situació molt avantatjosa és del gust de la jove Miranda que queda fascinada pel seu cosí Nicolas. A la mort de la seva esposa, demana la mà de Miranda amb l'esperança de tenir un fill per perpetuar la tradició d'arrendament de la qual la seva família és hereva des de fa 200 anys.

## Repartiment
- Gene Tierney: Miranda Wells
- Walter Huston: Ephraim Wells
- Vincent Price: Nicholas Van Ryn
- Glenn Langan: Doctor Jeff Turner
- Anne Revere: Abigail Wells
- Spring Byington: Magda
- Connie Marshall: Katrine Van Ryn
- Harry Morgan: Klaus Bleecker
- Vivienne Osborne: Johanna Van Ryn
- Jessica Tandy: Peggy O'Malley
- Trudy Marshall: Elizabeth Van Borden

I, entre els actors que no surten als crèdits:
- Gertrude Astor: Infermera
- Walter Baldwin: Tom Wilson, un granger
- Charles Waldron: Un granger

## Al voltant de la pel·lícula
- El rodatge s'ha desenvolupat del 12 de febrer al 4 de maig de 1945.
- La pel·lícula va aconseguir 3 milions de dòlars.
- Dragonwyck  havia de ser rodat inicialment per Ernst Lubitsch, però aquest, víctima d'una crisi cardíaca, va deixar el projecte a Mankiewicz, que signa aquí la seva primera pel·lícula.
- Primera col·laboració entre Gene Tierney i el cineasta, l'actriu rodarà de nou sota la seva direcció a El fantasma i la senyora Muir (1947).
- És molt versemblant que Disney s'hi hagi inspirat pels seus dibuixos animats Beauty and the Beast: el pentinat i el vestit de l'heroïna, així com la seva mateixa cara, semblen inspirats en Gene Tierney; la veu de Vincent Price s'assembla a la del personatge de la bèstia en la versió original. Finalment la bèstia es retira sovint a l'ala oest on ningú hi pot anar excepte ell mateix, la qual cosa reprodueix el tancament de Nicholas a la seva torre, a Dragonwyck.